# Amerikanische Zitterpappel
Die Amerikanische Zitterpappel (Populus tremuloides) oder Amerikanische Espe ist eine Pflanzenart aus der Gattung der Pappeln (Populus) innerhalb der Familie der Weidengewächse (Salicaceae). Sie kommt in Nordamerika (englisch Quaking aspen genannt) vor. Ihren Verbreitungsschwerpunkt hat sie im Süden Alaskas und im Westen Kanadas, kommt aber auch noch in Mexiko vor. Sie wächst auf vielen Böden, besonders an sandigen oder kiesigen Hängen und ist eine schnell siedelnde Pionierpflanze auf gestörten Böden. Als einzelstämmiger Baum oder vielstämmiger Aufwuchs desselben Individuums (Genete (Klone) durch vegetative Vermehrung) ist sie eine Baumart mit einem besonders großen Verbreitungsgebiet. Populus tremuloides ist schnellwachsend, aber kurzlebig und in Reinbeständen wird er sukzessive von anderen Arten verdrängt. Das leichte und weiche Holz schrumpft nur wenig und manche Sorten werden als Nutzholz, zur Zellstofferzeugung oder Spanplattenherstellung genutzt. Populus tremuloides ist aber auch eine wichtige Art ihrer heimischen Ökosysteme.

## Beschreibung

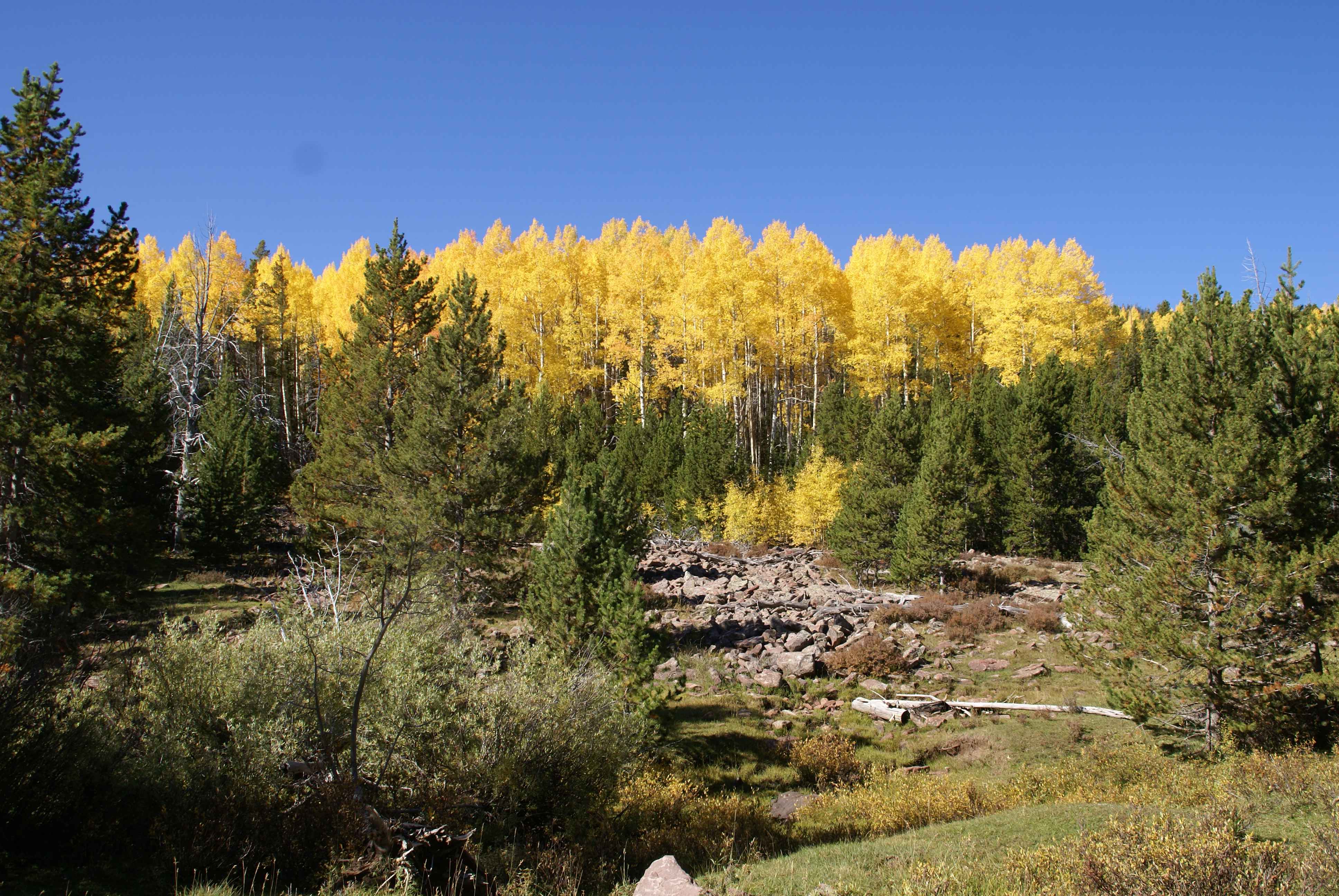
Ein Waldstück mit Amerikanischen Zitterpappeln

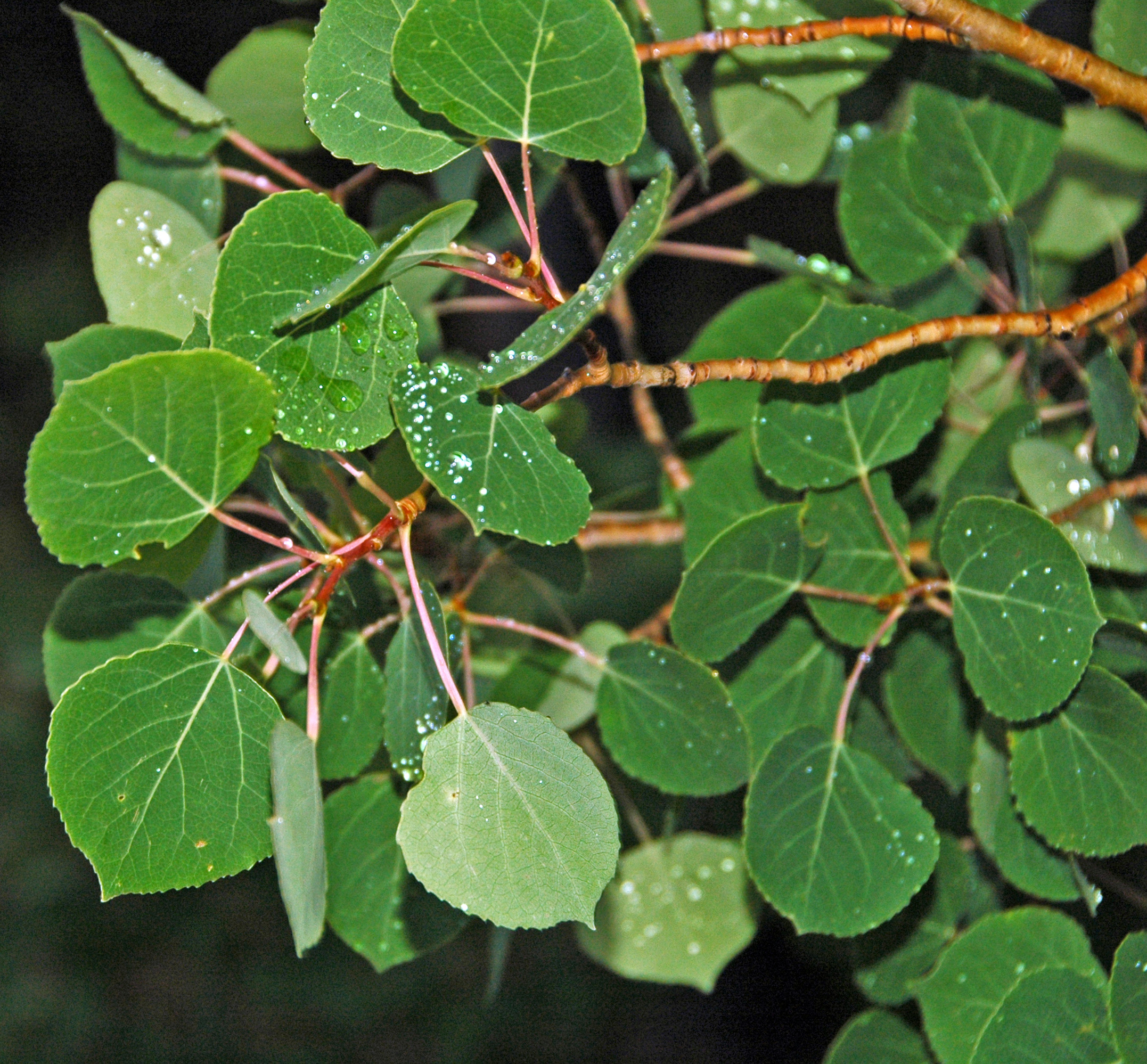
Zweig mit gestielten Laubblättern

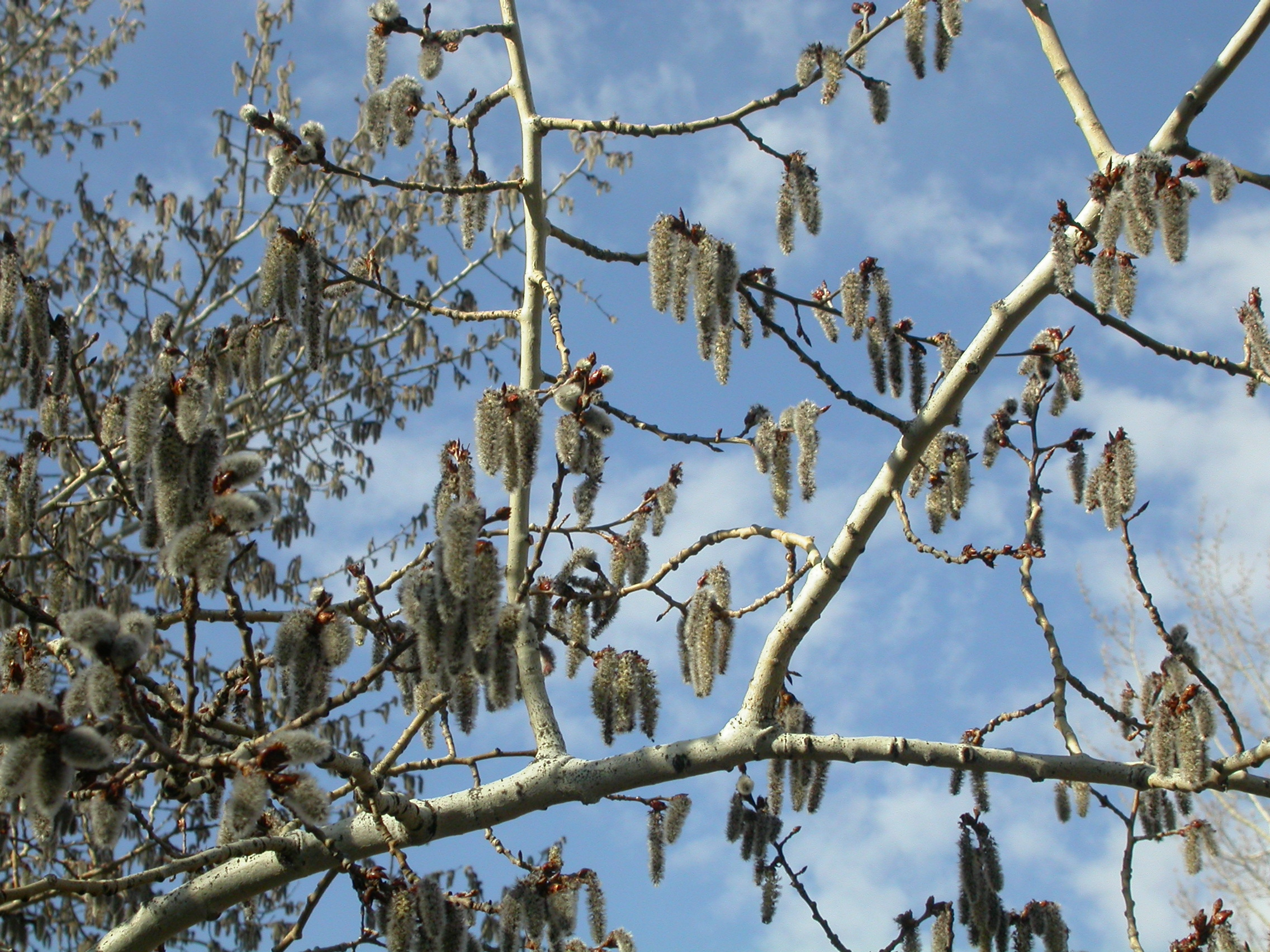
Zweige mit Blütenkätzchen

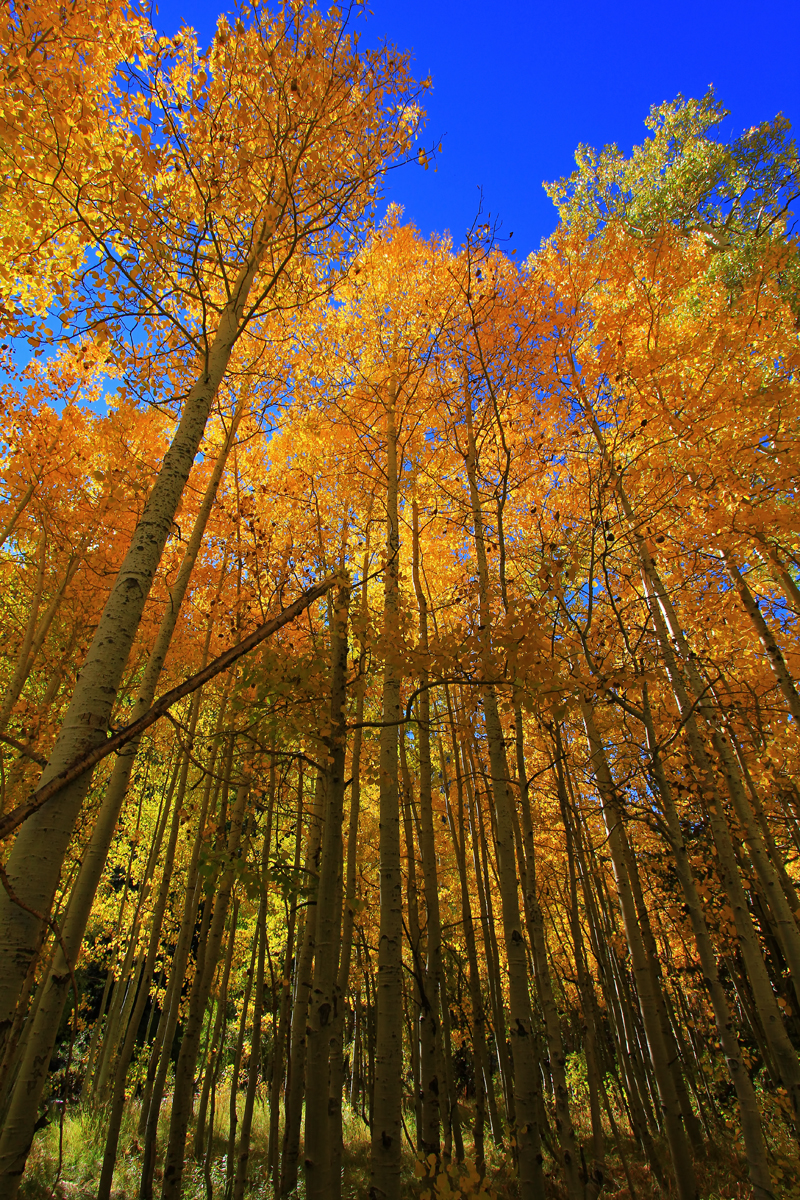
Herbstliche Laubfärbung

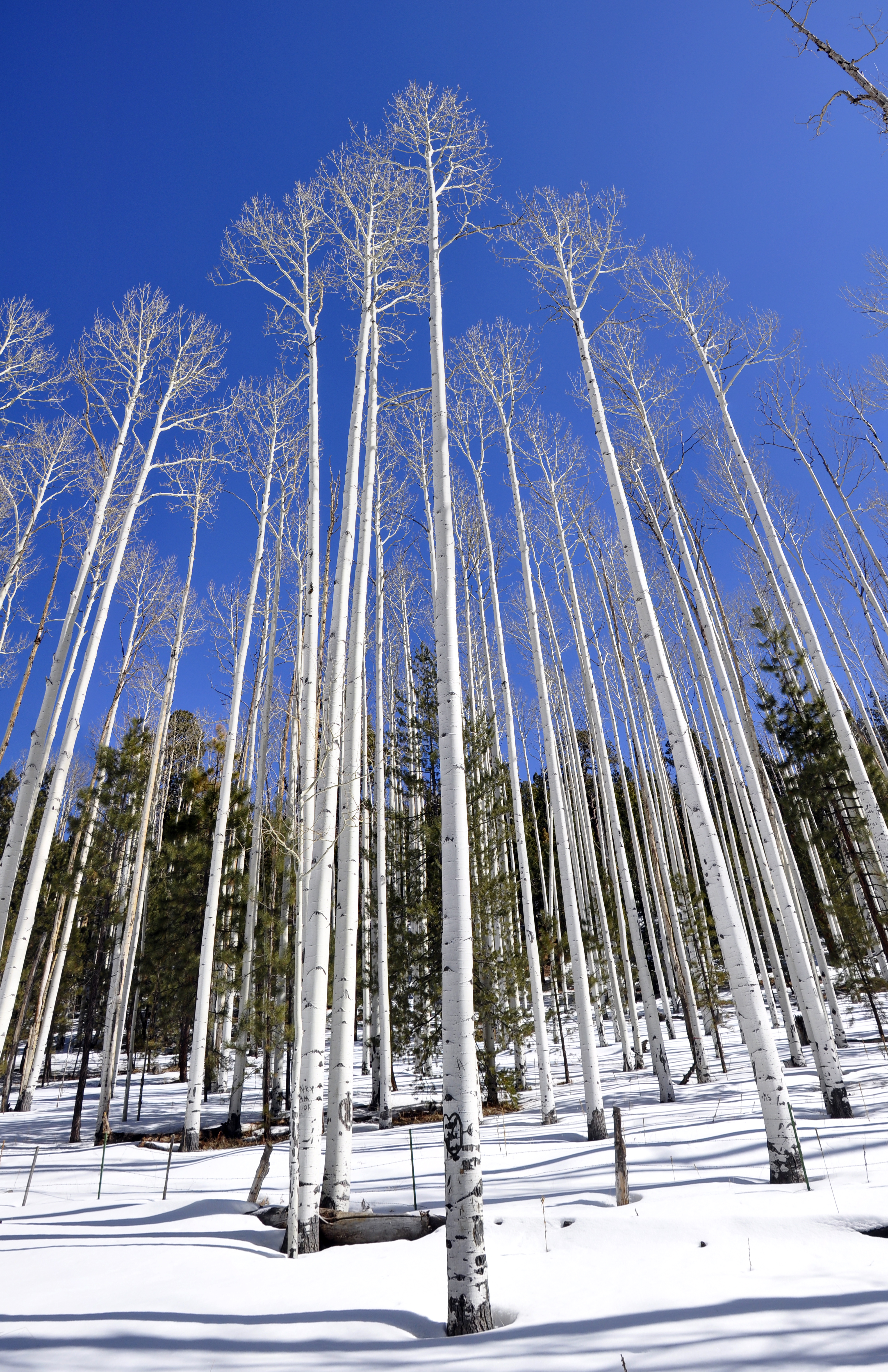
Stämme im Winter

### Habitus und Alter
Populus tremuloides ist ein kleiner bis mittelgroßer, schnellwachsender Baum. Den größten Höhenzuwachs haben die jungen Bäume während ihrer ersten 20 Jahre. Unter besten Voraussetzungen können sie einen Stammdurchmesser von 137 Zentimeter und eine Wuchshöhe von 26 Meter erreichen, so zum Beispiel das größte Exemplar in Oregon. Rekordhöhen von bis zu 27 Meter findet man in Alaska und in den Rocky Mountains. Wuchshöhen bis über 32 Meter kommen selten vor. Die meisten Altbäume werden jedoch nicht höher als 20 bis 25 Meter und erreichen einen Durchmesser von durchschnittlich 30 Zentimeter. Einige wenige Bäume erreichen ein Alter von 200 Jahren (ein Exemplar in Alaska ist 226 Jahre alt). Während die einzelnen Triebe eines Klons durch vegetative Vermehrung kurzlebig sind, mag das ursprüngliche Individuum schon mehrere tausend Jahre alt sein und damit älter als die ältesten Riesenmammutbäume (Sequoiadendron giganteum). Eine besonders alte und große Klonkolonie in Utah ist unter dem Namen Pando bekannt.
Populus tremuloides hat eine lockere, runde Krone und einen schlanken, Stamm, der heller als der der Zitterpappel (Populus tremula) ist.
Die Chromosomenzahl beträgt 2n = 38 oder 3n = 57.

### Blatt
Die wechselständig am Zweig angeordneten Laubblätter sind in Blattstiel und -spreite gegliedert. Ein gutes Bestimmungsmerkmal sind seine Laubblätter: Die einfache Blattspreite ist eirund mit kurz zugespitztem oberen Ende und fein gesägtem Blattrand.

### Wurzel
Die Jungpflanzen haben anfangs eine kurze Pfahlwurzel, die sich auf tiefgründigen Böden mit guter Wasserführung schnell zu einem Herzwurzelsystem ausbildet. Wenn die Durchwurzelungstiefe begrenzt ist, suchen sich die Wurzeln flachstreichend und weiträumig ihren Platz.
Flache und ausgiebige Seitenäste haben schnurartige Zweigwurzeln, die sich, nah der Oberfläche, ohne Senkwurzeln über große Entfernungen schlängeln und dabei die Masse der Wurzelbrut produzieren.

### Lebenszyklus

#### Reproduktion und Jugend

##### Blüte und Fruchtstände
Populus tremuloides ist meist zweihäusig getrenntgeschlechtig (diözisch), es gibt also männliche und weibliche Exemplare. Obwohl die Blüten typischerweise eingeschlechtig sind, sind 10 bis 20 Prozent der überwiegend weiblichen Bäume und 4 bis 5 Prozent der überwiegend männlichen Bäume androdiözisch. Die Stockaustriebe (Klone) eines einzelnen Baumes sind entweder männlich oder weiblich. Meist sind beide Geschlechter gleich stark vertreten, wobei örtlich Abweichungen in dem Verhältnis beobachtet wurden.
Die hängenden Blütenkätzchen sind 4 bis 6 Zentimeter lang und erscheinen in gemäßigten Küstenregionen im April bis Mai und in den zentralen Rockies im Mai bis Juni vor dem Laubaustrieb; eine Lufttemperatur von mindestens 12 °C, die über sechs Tage anhält, löst die Blüte aus. Lokale Klone bilden Variationen, die in ihren Blühterminen abweichen. Populus tremuloides ist ein Windbestäuber. 
Die befruchteten Kätzchen sind vier bis fünf Wochen nach der Anthese reif und dann etwa 10 cm lang. Jedes Kätzchen besteht dann aus mehreren Dutzend einkammeriger, hellgrüner Kapselfrüchte, die fast 6 Millimeter lang sind. Jede dieser Kapselfrüchte enthält zehn Samen. Die relativ kleinen, braunen Samen sind von Büscheln langer, seidiger Haare umgeben.

##### Samen und Aussaat
In einem Turnus von vier bis fünf Jahren werden Saaten sehr reichhaltig produziert, während die Früchte in den Jahren dazwischen weniger kräftig ausfallen. Manche Klone produzieren ab einem Alter von zwei bis drei Jahren bereits jährlich Samen. Große Früchte mit vielen Samen treten erst ab einem Alter von 10 bis 20 Jahren auf, und das Optimum wird im Alter zwischen 50 und 70 Jahren erreicht. Im Alter von 23 Jahren produzierte eine Populus tremuloides 1,6 Millionen Samen. Gereinigt sind in einem Gramm 5500 bis 8000 einzelne Samen enthalten.
Die Samen eines Baumexemplares reifen in einem Zeitraum von drei bis fünf Wochen und werden wenige Tage nach Erreichen ihrer Reife verteilt. Durch ihre langen seidigen Haarbüschel können sie mit Wind und Wasser etliche Kilometer verfrachtet werden. Die Lebensfähigkeit frischer Samen ist hoch (über 95 %), aber von kurzer Dauer. Unter idealen natürlichen Bedingungen bleiben die Samen zwei bis vier Wochen fruchtbar und sie können über ein Jahr konserviert werden. Die Sämlinge gedeihen bei einer Keimtemperatur zwischen 5 °C und 29 °C am besten. Die Keimung geschieht ohne Ruhestadium wenige Tage nach der Verbreitung, wenn ein ausreichendes Saatbett erreicht wurde. Die Feuchtigkeit ist ein kritischer Faktor: Die Samen keimen, vollständig in Wasser untergetaucht oder auch in völliger Dunkelheit, aber nicht, wenn zu wenig Wasser im Substrat verfügbar ist.

##### Entwicklung der Sämlinge
Die Samen keimen epigäisch (oberirdisch). Während der ersten kritischen Tage, in denen die Primärwurzel eines Keimlings zunächst sehr langsam wächst, übernehmen die feinen Haare der Samen die Funktionen der Verankerung und Absorption. Nackte Mineralböden bieten hierbei die besten und Rohhumus die schlechtesten Bedingungen.
Obwohl die Samen sehr zahlreich ausgestreut werden und leicht keimen, ist die Überlebensrate gering. Die Gründe dafür sind die Kurzlebigkeit der Samen. Die passende Wasserversorgung, zu hohe Bodentemperaturen und gleichzeitig große Temperaturschwankungen im Tagesgang kurz nach der Keimung, Pilzbefall, und unpassender Chemismus des Substrates beschränken den Erfolg.
Im ersten Jahr erreichen die Sämlinge eine Wuchshöhe von 15 bis 30 Zentimeter über der Erde. In derselben Zeit bildet die Pflanze eine Pfahlwurzel aus, die bis zu 25 cm tief reicht und über bis zu 40 Zentimeter lange Seitenwurzeln verfügt. In den nächsten zwei Jahren prägen junge Pappeln dieser Art ein Wurzelwerk aus, dessen einzelne Seitenwurzeln 2 Meter lang oder länger werden können. Dabei werden Wurzelsymbiosen (Ektomykorrhizen) gebildet, sofern passende Stämme im Boden vorhanden sind (Inokulation).
Während der ersten Jahre wachsen Sämlinge in der Natur schneller als gepflanzte Setzlinge; wobei selbstverständlich Wurzelschösslinge am schnellsten wachsen.

Verbreitungskarte

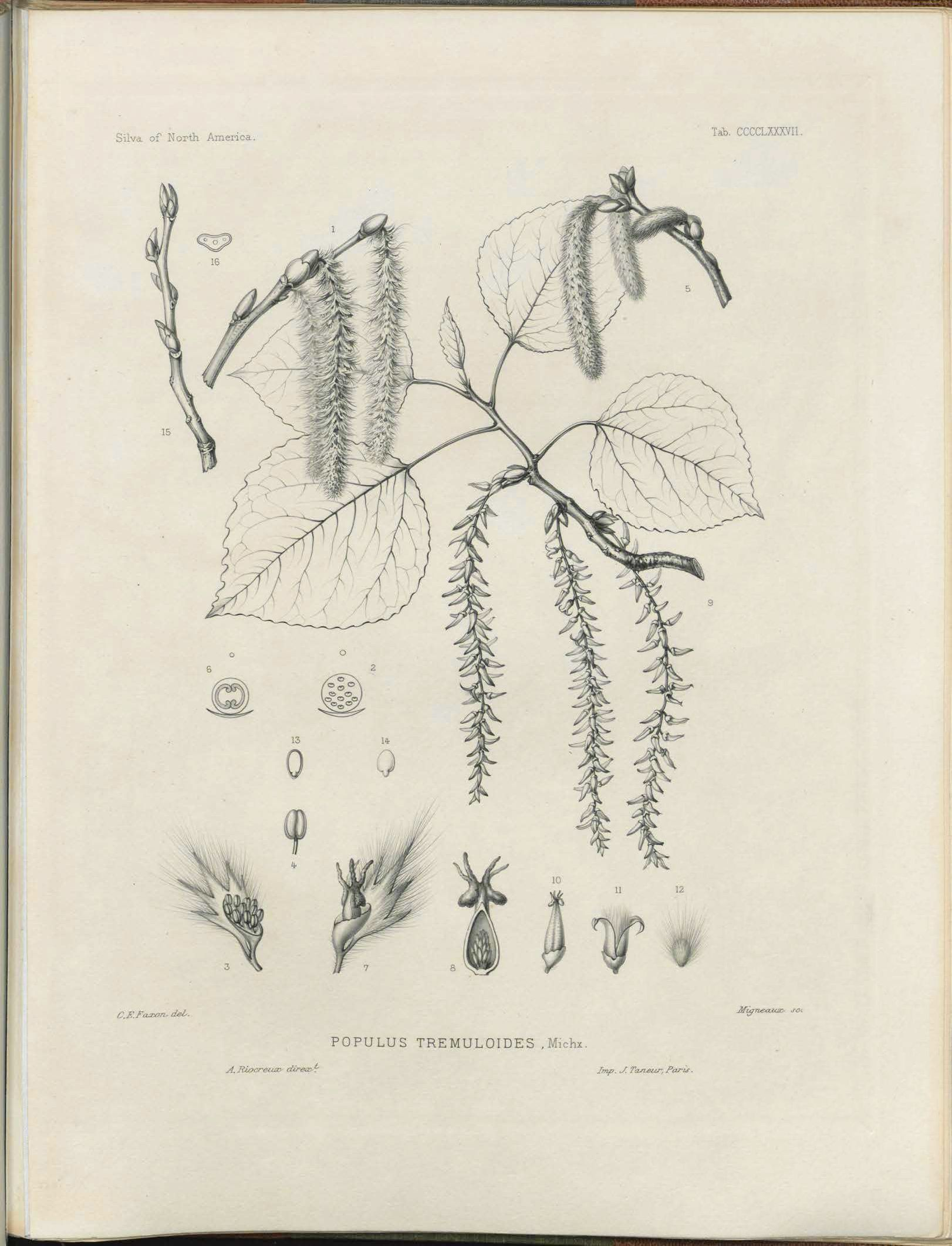
Illustration aus Silva of North America, Volume IX: Cupuliferæ - Salicacæ, S. 209

## Verbreitungsgebiet und Lebensraum
Die Amerikanische Zitterpappel ist in Nordamerika von Alaska über Kanada und die Vereinigten Staaten bis ins nördlichen Mexiko weitverbreitet.

### Klima
Die klimatischen Bedingungen in ihrem Verbreitungsgebiet variieren stark. Populus tremuloides meidet sehr trockene Klimate und gedeiht nur in Gebieten mit positiver Niederschlagsbilanz. Wo ausreichend Wasser vorhanden ist, ist die Temperatur begrenzender Faktor ihres Verbreitungsgebietes. Hohe Sommertemperaturen bzw. Sommertrockenheit haben geringere Wuchshöhen und Lebensspannen zur Folge.
Sie kommt noch an warmen Standorten der Permafrost-Zone Kanadas bzw. Alaskas vor; ihr Verbreitungsgebiet reicht bis in die östlichen Provinzen Kanadas, die mit ihrem milden und feuchten Klima auch sehr hohe Schneemengen aufweisen. In den zentralen Rocky Mountains (Wyoming, Colorado) ist sie in Höhenlagen von 2000 bis 3500 Meter zu finden. In Niederkalifornien kommt sie nicht unter 2440 Meter und in New Mexico und Arizona nicht unter 2000 Meter vor. Ihre östliche Verbreitungsgrenze in den USA entspricht etwa der 24 °C-Isotherme (durchschnittliche Temperatur im Juli).

### Böden und Topografie
Populus tremuloides wächst hauptsächlich auf Alfisol, Podsol und Inceptisol; insgesamt kommt sie aber auch noch auf sehr flachgründigen und felsigen Böden wie auf tiefgründigen lehmigen Sanden oder schweren Tonböden vor. Bei Aufforstung wächst sie auch auf Bodendeponien. Bei jungen oder flachgründigen Böden werden basische Böden basaltischer Herkunft gegenüber Granit bevorzugt. Gute Pappelböden sind meist nicht zu feuchte, kalkhaltige lehmige Böden mit hohem Humusgehalt und guter Nährstoffversorgung. Wegen ihres schnellen Wachstums und ihrem Nährstoffbedarf ist sie eine wichtige Größe im Nährstoffkreislauf.
Die Bodenwasserführung ist ein kritischer Punkt bei den Ansprüchen der Pappel. Grundwasserflurabstände von weniger als 0,6 Meter sind ebenso problematisch wie solche über 2,6 Meter. Schwere und nasse Tonböden sind wegen ihrer Sauerstoffarmut nicht gut geeignet.

### Waldgesellschaften
Populus tremuloides wächst in einer Vielzahl von Waldgesellschaften Amerikas. Sie ist sehr häufig in „östlichen“ und „westlichen Pappelwäldern“, in „Fichten-Pappel-Wäldern“ der amerikanischen Waldgesellschaften. Einen geringeren Anteil hat sie an weiteren 35 Waldgesellschaften und selten ist sie in drei dieser insgesamt 255 als Forest Cover Types erfassten Formationen. Die Amerikanische Zitterpappel gleicht in ihrem Verhalten der Zitterpappel (Populus tremula).
Assoziierte Sträucher sind Corylus cornuta, Corylus americana, Acer spicatum, Alnus rugosa, Alnus crispa, Diervilla lonicera, Rubus, Ribes und Salix. In Bereichen der Prärie ist sie außerdem mit Symphoricarpos, Viburnum edule, Lonicera dioica, Cornus stolonifera, Amelanchier alnifolia, Prunus virginiana, Salix bebbiana und Rosa vergesellschaftet; in Alaska ist sie außerdem mit Salix scouleriana, Shepherdia canadensis und Vaccinium vitis-idaea vergesellschaftet. In den Rocky Mountains sind dies Symphoricarpos oreophilus, Amelanchier alnifolia, Juniperus communis, Sambucus pubens und andere.
Krautige Pflanzen, die sich den Lebensraum mit Populus tremuloides teilen, sind Aster macrophyllus, Aralia nudicaulis, Maianthemum canadense, Cornus canadensis, Clintonia borealis, Arten aus den Gattungen Solidago, Carex und andere. Im westlichen Verbreitungsgebiet sind die krautigen Begleiter zu zahlreich, um sie aufzuführen.

## Taxonomie
Die Erstbeschreibung von Populus tremuloides erfolgte 1803 durch André Michaux in Flora Boreali-Americana, Band 2, S. 243. Synonyme für Populus tremuloides Michx. sind: Populus cordata Poir., Populus tremula subsp. tremuloides (Michx.) Á.Löve & D.Löve.

## Nutzung
In absehbarer Zukunft dürften die meisten Standorte der Art Populus tremuloides extensiv zu bewirtschaften sein. Verwendung finden das Holz von Populus tremuloides als Zellstofflieferant, für die Herstellung von Holzfaser- oder Spanplatten sowie von Schnittholz. Geerntet wird Populus tremuloides entweder als Hackschnitzel oder als Rundholz. Die besten Bäume können durch Auslichtung des Bestandes gefördert werden, um höherwertiges Rundholz zu erzeugen.
Ein alkoholischer Auszug aus den Espenblättern fand früher auch Verwendung bei der Zubereitung von Prostagutt-Tropfen zur heilkundlichen Anwendung gegen Prostatavergrößerung.